# پیشتازان فضا ۶: کشور کشف‌نشده
پیشتازان فضا ۶: کشور کشف‌نشده (به انگلیسی: Star Trek VI: The Undiscovered Country) فیلمی ۱۰۹ دقیقه‌ای به کارگردانی نیکولاس مایر با بازی ویلیام شاتنر است.